# Oscar Murillo
Oscar Fabián Murillo Murillo (Armenia, 18 aprile 1988) è un ex calciatore colombiano, di ruolo difensore.

## Caratteristiche tecniche
Difensore centrale forte fisicamente è abile sia in marcatura che nel gioco aereo.

## Carriera

### Club
Cresciuto nelle giovanili del Boca Juniors torna in patria per giocare due stagioni con il Deportes Quindío. Il 1º febbraio 2010 passa in prestito per qualche mese al Colorado Rapids andando a giocare in MLS. Nell'estate 2010 fa ritorno al Deportes Quindío dove rimane per una stagione. Nell'estate 2011 passa al Deportivo Pereira dove rimane solamente sei mesi.
Nel gennaio 2012 passa all'Atlético Nacional, dove rimane per quattro anni collezionando globalmente 183 presenze e segnando 11 reti. Il 1º gennaio 2016 si trasferisce ai messicani del Pachuca.

### Nazionale
Debutta con la Nazionale colombiana il 24 marzo 2016 giocando da titolare in una partita contro la Bolivia valida per le qualificazioni ai mondiali di Russia.
Mondiali a cui successivamente la Colombia si è qualificata e a cui Murillo è stato convocato.

## Statistiche

### Presenze e reti nei club
Statistiche aggiornate al 28 novembre 2016.
| Stagione                 | Squadra                  | Campionato               | Campionato | Campionato | Coppe nazionali | Coppe nazionali | Coppe nazionali | Coppe continentali | Coppe continentali | Coppe continentali | Altre coppe | Altre coppe | Altre coppe | Totale | Totale |
| Stagione                 | Squadra                  | Comp                     | Pres       | Reti       | Comp            | Pres            | Reti            | Comp               | Pres               | Reti               | Comp        | Pres        | Reti        | Pres   | Reti   |
| ------------------------ | ------------------------ | ------------------------ | ---------- | ---------- | --------------- | --------------- | --------------- | ------------------ | ------------------ | ------------------ | ----------- | ----------- | ----------- | ------ | ------ |
| 2009                     | Deportes Quindío         | PD                       | 28         | 2          | CC              | 0               | 0               | -                  | -                  | -                  | -           | -           | -           | 28     | 2      |
| 2010                     | Deportes Quindío         | PD                       | 21         | 0          | CC              | 0               | 0               | -                  | -                  | -                  | -           | -           | -           | 21     | 0      |
| feb.-giu.2010            | Colorado Rapids          | MLS                      | 1          | 0          | OC              | 0               | 0               | -                  | -                  | -                  | -           | -           | -           | 1      | 0      |
| 2011                     | Deportes Quindío         | PD                       | 9          | 0          | CC              | 2               | 0               | -                  | -                  | -                  | -           | -           | -           | 11     | 0      |
| Totale Deportes Quindío  | Totale Deportes Quindío  | Totale Deportes Quindío  | 58         | 2          |                 | 2               | 0               |                    | -                  | -                  |             | -           | -           | 60     | 2      |
| 2011                     | Deportivo Pereira        | PD                       | 16         | 0          | CC              | 0               | 0               | -                  | -                  | -                  | -           | -           | -           | 16     | 0      |
| 2012                     | Atlético Nacional        | CPA                      | 25         | 4          | CC              | 10              | 0               | CL                 | 3                  | 1                  | -           | -           | -           | 38     | 5      |
| 2013                     | Atlético Nacional        | CPA                      | 30         | 2          | CC              | 15              | 1               | CS                 | 7                  | 0                  | -           | -           | -           | 52     | 3      |
| 2014                     | Atlético Nacional        | CPA                      | 27         | 0          | CC              | 6               | 0               | CL+CS              | 10+7               | 0                  | -           | -           | -           | 50     | 0      |
| 2015                     | Atlético Nacional        | CPA                      | 33         | 3          | CC              | 3               | 0               | CL                 | 7                  | 0                  | -           | -           | -           | 43     | 3      |
| Totale Atlético Nacional | Totale Atlético Nacional | Totale Atlético Nacional | 115        | 9          |                 | 34              | 1               |                    | 34                 | 1                  |             | -           | -           | 183    | 11     |
| gen.-giu.2016            | Pachuca                  | PD                       | 22         | 0          | CM              | 0               | 0               | -                  | -                  | -                  | -           | -           | -           | 22     | 0      |
| 2016-2017                | Pachuca                  | PD                       | 31         | 2          | CM              | 0               | 0               | CCL                | 9                  | 0                  | -           | -           | -           | 40     | 2      |
| 2017-2018                | Pachuca                  | PD                       | 28         | 1          | CM              | 4               | 0               | -                  | -                  | -                  | CmC         | 3           | 0           | 35     | 1      |
| 2018-2019                | Pachuca                  | PD                       | 31         | 0          | CM              | 6               | 0               | -                  | -                  | -                  | -           | -           | -           | 37     | 0      |
| 2019-2020                | Pachuca                  | PD                       | 26         | 1          | CM              | 1               | 0               | -                  | -                  | -                  | -           | -           | -           | 27     | 1      |
| 2020-2021                | Pachuca                  | PD                       | 37         | 4          | CM              | 0               | 0               | -                  | -                  | -                  | -           | -           | -           | 37     | 4      |
| Totale Pachuca           | Totale Pachuca           | Totale Pachuca           | 175        | 8          |                 | 11              | 0               |                    | 9                  | 0                  |             | 3           | 0           | 198    | 8      |
| Totale carriera          | Totale carriera          | Totale carriera          | 365        | 19         |                 | 47              | 1               |                    | 43                 | 1                  |             | 3           | 0           | 458    | 21     |

### Cronologia presenze e reti in nazionale
| Cronologia completa delle presenze e delle reti in nazionale ― Colombia | Cronologia completa delle presenze e delle reti in nazionale ― Colombia | Cronologia completa delle presenze e delle reti in nazionale ― Colombia | Cronologia completa delle presenze e delle reti in nazionale ― Colombia | Cronologia completa delle presenze e delle reti in nazionale ― Colombia | Cronologia completa delle presenze e delle reti in nazionale ― Colombia | Cronologia completa delle presenze e delle reti in nazionale ― Colombia | Cronologia completa delle presenze e delle reti in nazionale ― Colombia |
| Data                                                                    | Città                                                                   | In casa                                                                 | Risultato                                                               | Ospiti                                                                  | Competizione                                                            | Reti                                                                    | Note                                                                    |
| ----------------------------------------------------------------------- | ----------------------------------------------------------------------- | ----------------------------------------------------------------------- | ----------------------------------------------------------------------- | ----------------------------------------------------------------------- | ----------------------------------------------------------------------- | ----------------------------------------------------------------------- | ----------------------------------------------------------------------- |
| 24-3-2016                                                               | La Paz                                                                  | Bolivia                                                                 | 2 – 3                                                                   | Colombia                                                                | Qual. Mondiali 2018                                                     | -                                                                       |                                                                         |
| 29-3-2016                                                               | Barranquilla                                                            | Colombia                                                                | 3 – 1                                                                   | Ecuador                                                                 | Qual. Mondiali 2018                                                     | -                                                                       |                                                                         |
| 1-9-2016                                                                | Barranquilla                                                            | Colombia                                                                | 2 – 0                                                                   | Venezuela                                                               | Qual. Mondiali 2018                                                     | -                                                                       | 32’                                                                     |
| 6-9-2016                                                                | Manaus                                                                  | Brasile                                                                 | 2 – 1                                                                   | Colombia                                                                | Qual. Mondiali 2018                                                     | -                                                                       |                                                                         |
| 6-10-2016                                                               | Asunción                                                                | Paraguay                                                                | 0 – 1                                                                   | Colombia                                                                | Qual. Mondiali 2018                                                     | -                                                                       |                                                                         |
| 11-10-2016                                                              | Barranquilla                                                            | Colombia                                                                | 2 – 2                                                                   | Uruguay                                                                 | Qual. Mondiali 2018                                                     | -                                                                       |                                                                         |
| 10-11-2016                                                              | Barranquilla                                                            | Colombia                                                                | 0 – 0                                                                   | Cile                                                                    | Qual. Mondiali 2018                                                     | -                                                                       | 56’                                                                     |
| 7-6-2017                                                                | Murcia                                                                  | Spagna                                                                  | 2 – 2                                                                   | Colombia                                                                | Amichevole                                                              | -                                                                       | 46’                                                                     |
| 31-8-2017                                                               | San Cristóbal                                                           | Venezuela                                                               | 0 – 0                                                                   | Colombia                                                                | Qual. Mondiali 2018                                                     | -                                                                       | 16’                                                                     |
| 10-10-2017                                                              | Lima                                                                    | Perù                                                                    | 1 – 1                                                                   | Colombia                                                                | Qual. Mondiali 2018                                                     | -                                                                       |                                                                         |
| 14-11-2017                                                              | Chongqing                                                               | Cina                                                                    | 0 – 4                                                                   | Colombia                                                                | Amichevole                                                              | -                                                                       | 71’                                                                     |
| 27-3-2018                                                               | Londra                                                                  | Colombia                                                                | 0 – 0                                                                   | Australia                                                               | Amichevole                                                              | -                                                                       | 53’                                                                     |
| 1-6-2018                                                                | Bergamo                                                                 | Egitto                                                                  | 0 – 0                                                                   | Colombia                                                                | Amichevole                                                              | -                                                                       | 46’                                                                     |
| 19-6-2018                                                               | Saransk                                                                 | Colombia                                                                | 1 – 2                                                                   | Giappone                                                                | Mondiali 2018 - 1º turno                                                | -                                                                       |                                                                         |
| 17-10-2018                                                              | Harrison                                                                | Colombia                                                                | 3 – 1                                                                   | Costa Rica                                                              | Amichevole                                                              | -                                                                       |                                                                         |
| 10-9-2019                                                               | Tampa                                                                   | Colombia                                                                | 0 – 0                                                                   | Venezuela                                                               | Amichevole                                                              | -                                                                       |                                                                         |
| 15-10-2019                                                              | Lilla                                                                   | Algeria                                                                 | 3 – 0                                                                   | Colombia                                                                | Amichevole                                                              | -                                                                       |                                                                         |
| 13-6-2021                                                               | Cuiabá                                                                  | Colombia                                                                | 1 – 0                                                                   | Ecuador                                                                 | Coppa America 2021 - 1º turno                                           | -                                                                       | 82’                                                                     |
| 23-6-2021                                                               | Rio de Janeiro                                                          | Brasile                                                                 | 2 – 1                                                                   | Colombia                                                                | Coppa America 2021 - 1º turno                                           | -                                                                       | 90+1’                                                                   |
| 9-7-2021                                                                | Brasilia                                                                | Colombia                                                                | 3 – 2                                                                   | Perù                                                                    | Coppa America 2021 - Finale 3º posto                                    | -                                                                       |                                                                         |
| 2-9-2021                                                                | La Paz                                                                  | Bolivia                                                                 | 1 – 1                                                                   | Colombia                                                                | Qual. Mondiali 2022                                                     | -                                                                       |                                                                         |
| 5-9-2021                                                                | Asunción                                                                | Paraguay                                                                | 1 – 1                                                                   | Colombia                                                                | Qual. Mondiali 2022                                                     | -                                                                       |                                                                         |
| 9-9-2021                                                                | Barranquilla                                                            | Colombia                                                                | 3 – 1                                                                   | Cile                                                                    | Qual. Mondiali 2022                                                     | -                                                                       |                                                                         |
| Totale                                                                  |                                                                         | Presenze                                                                | 23                                                                      |                                                                         | Reti                                                                    | 0                                                                       |                                                                         |

## Palmarès

### Club

#### Competizioni nazionali
- Súper Liga: 1

Atlético Nacional: 2012
- Copa Colombia: 2

Atlético Nacional: 2012, 2013
- Campionato colombiano: 3

Atlético Nacional: Apertura 2013, Clausura 2013, Apertura 2014
- Campionato messicano: 1

Pachuca: Clausura 2016

#### Competizioni internazionali
- CONCACAF Champions League: 1

Pachuca: 2016-2017